# 믹 마카리오

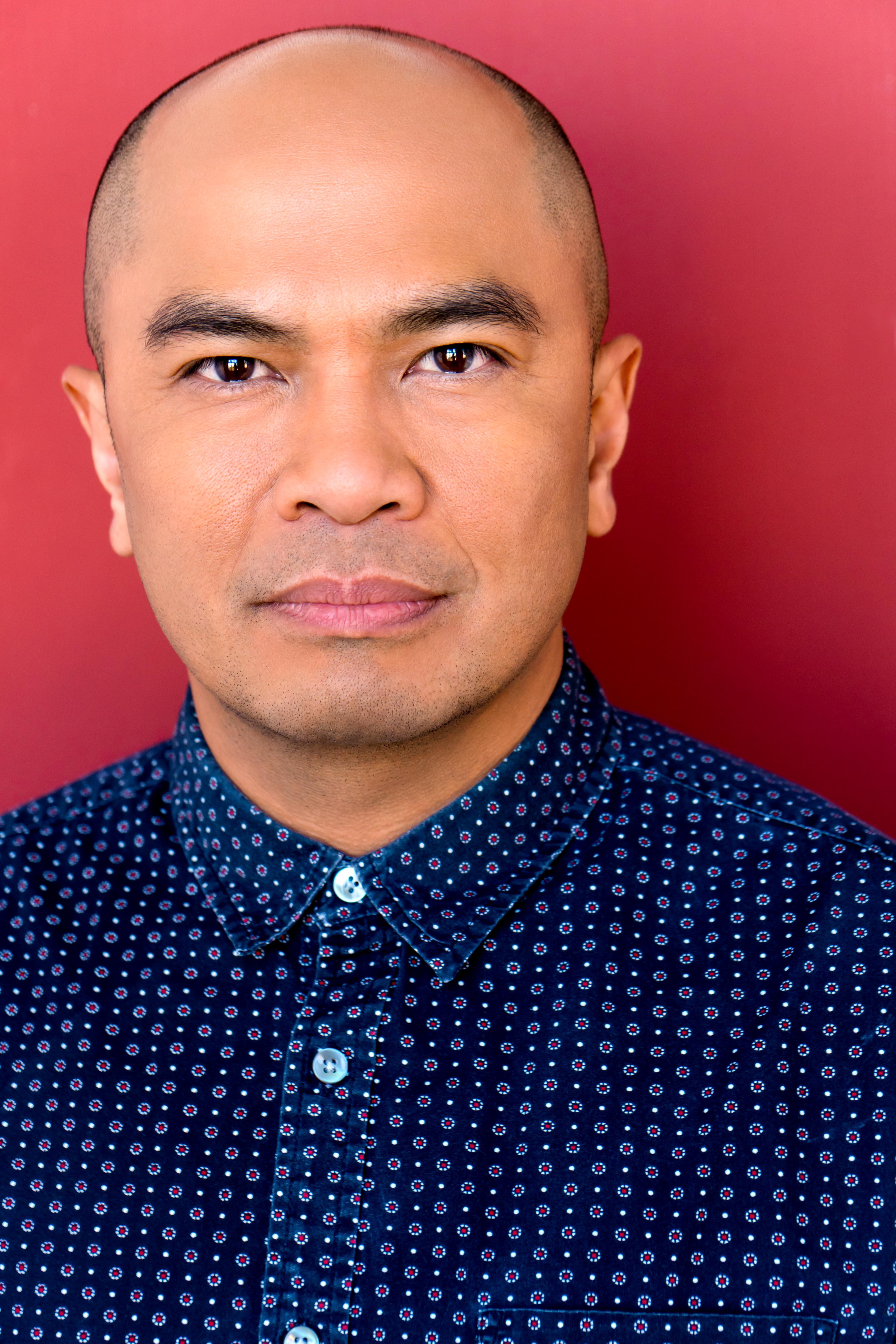

믹 마카리오(Mig Macario, 1970년 3월 16일 ~ )는 필리핀의 배우, 텔레비전 배우이다.

## 방송
- 원스 어폰 어 타임 4
- 원스 어폰 어 타임 3
- 원스 어폰 어 타임 2
- 원스 어폰 어 타임 1

## 영화
- 워리어스 (2014년)
- 런 포 유어 라이프 (2014년)
- 킬러 마운틴 (2010년)
- 프린지 (2008년)
- 아프간 나이츠 (2007년)
- 콜드 스쿼드 (1998년) - 로자리오 딕스 역
- 21 점프 스트리트 (1987년)